# Ochrota quinquepunctata
Ochrota quinquepunctata är en fjärilsart som beskrevs av Paul Mabille 1899. Ochrota quinquepunctata ingår i släktet Ochrota och familjen björnspinnare. Inga underarter finns listade i Catalogue of Life.